# Przekład multimedialny
Przekład multimedialny, czasami nazywany również audiowizualnym – specjalistyczny rodzaj przekładu, który zajmuje się transferem tekstów multimodalnych i multimedialnych na inny język i/lub kulturę. Zakłada on wykorzystanie multimedialnego systemu elektronicznego w procesie tłumaczenia lub w trakcie transmisji produktu audiowizualnego.

## Zastosowanie
Przekład multimedialny może mieć szerokie zastosowanie np. w produkcjach kinowych, teatralnych, w reklamie czy komunikacji audiowizualnej. Wykorzystywany jest także do mobilnych urządzeń komunikacyjnych.
Tekst audiowizualny może być określony jako multimodalny, jeżeli powstał przy użyciu różnych środków semiotycznych lub trybów i jest interpretowany z ich wykorzystaniem. Gdy różne środki semiotyczne, takie jak: język, obraz, muzyka, barwa czy perspektywa są ze sobą połączone w różnych formach masowego przekazu (w głównej mierze dotyczy filmów), to audiowizualny tekst można określić jako multimedialny.
Przykłady takich tekstów, nazywanych transkrypcją multimodalną, wykorzystywane są w kinematografii. Film dzieli się na klatki, ujęcia lub fazy i są one analizowane pod kątem wszystkich semiotycznych metod w nich zastosowanych.

## Badania akademickie przekładu multimedialnego
Tłumaczenie multimedialnych dzieł jest przedmiotem badań naukowych, prowadzonych w ramach przekładoznawstwa. To interdyscyplinarna dziedzina wykorzystująca wiele innych teorii, takich jak globalizacja i post-globalizacja. Inspirację do badań czerpie się również z teorii odbioru dzieła i teorii relewancji, a także z innych dziedzin nauki jak np. z socjologii, kulturoznawstwa, psychologii społecznej i z badań nad osobami niesłyszącymi (ang. deaf studies).

## Rodzaje przekładu
Ten rodzaj tłumaczenia zależy, zarówno jeśli chodzi o formę, jak i istotę procesu twórczego, od metody i rodzaju zastosowanego urządzenia. Grafika cyfrowa, czas i sposoby użycia narzucają pewne ograniczenia.

### Dubbing
Dubbing obejmuje tłumaczenie i jego synchronizację, jak i naśladowanie czynności wykonywanych przez aktorów i aktorki. Kiedyś był uważany za najbardziej wyczerpującą formę przekładu, ponieważ dubbing najlepiej ze wszystkich form dostosowuje się do czasu, „wypowiedzi i ruchu warg aktorów oryginalnego dialogu”. Choć ta technika zwykle stosowana jest przy tłumaczeniach interlingwalnych, istnieją pewne przypadki dubbingu interlingwalnego. Nie jest on jednak jeszcze bardzo rozpowszechniony.

### Napisy
Technika tłumaczeniowa, która jest najobszerniej badana. Napisy to metoda polegająca na wyświetlaniu tekstu na ekranie, który przekazuje „docelową wersję językową mowy źródłowej”. Składa się z wielu podgatunków, ale jednym z najczęściej stosowanych jest tłumaczenie międzyjęzykowe, które zwykle pojawia się w formie otwartych napisów. W krajach wielojęzycznych napisy dwujęzyczne są używane do równoczesnego wyświetlania dwóch różnych wersji językowych tekstu źródłowego.

### Lektor
Czytanie filmu przez lektora to technika polegająca na nałożeniu na oryginalną ścieżkę dźwiękową dodatkowej, zawierającej tłumaczenie. Na początku można usłyszeć tylko oryginał, jednakże jego poziom głośności zostaje stopniowo zmniejszany i tłumaczenie staje się lepiej słyszalne. Ta technika tłumaczenia audiowizualnego daje bardziej realistyczny efekt, dlatego zwykle stosuje się ją w filmach dokumentalnych lub wywiadach. Lektor jest uważany za „tanią alternatywę dla dubbingu”, dlatego wykorzystuje się go w pierwszej kolejności do tłumaczenia filmów w byłych krajach bloku wschodniego i niektórych krajach Bliskiego Wschodu oraz w Azji.